# Tineke Hidding
Jantien Johanna Alida „Tineke” Hidding (ur. 28 czerwca 1959 w Deventer) – holenderska lekkoatletka, specjalizująca się w siedmioboju. Wystąpiła w tej konkurencji podczas Letnich Igrzysk Olimpijskich 1984 w Los Angeles (7. miejsce) oraz Letnich Igrzysk Olimpijskich 1988 (nie ukończyła).

## Rekordy życiowe
| Konkurencja        | Wynik    | Miejsce    | Data            |
| ------------------ | -------- | ---------- | --------------- |
| Bieg na 200 metrów | 23,87    | Götzis     | 24 maja 1987    |
| Skok w dal         | 6,61     | Roosendaal | 23 lipca 1988   |
| Siedmiobój         | 6155 pkt | Helsinki   | 9 sierpnia 1983 |